# 빅토르 핀추크
빅토르 미하일로비치 핀추크(우크라이나어: Віктор Михайлович Пінчук, 1960년 12월 14일~)는 우크라이나의 사업가이자 올리가르히이다. 2016년 1월 현재, 《포브스》는 그를 14억 4천만 달러의 재산으로 세계에서 가장 부유한 사람들 중 1,250위로 선정했다.
핀추크는 런던에 본사를 둔 국제 투자, 프로젝트 자금 및 금융 자문 회사인 이스트원 그룹 LLC와 우크라이나의 선도적인 파이프, 휠 및 철강 생산업체 중 하나인 인터파이프 그룹의 설립자이다. 핀추크는 4개의 TV 채널과 인기 있는 타블로이드 신문인 《Fakty i Kommentarii》의 소유자이다. 그는 1998년부터 2006년까지 두 번 연속으로 우크라이나 의회인 최고 라다의 의원이었다. 그는 우크라이나 전 대통령 레오니드 쿠치마의 딸인 올레나 핀추크와 결혼했다.

## 어린 시절 및 경력
핀추크는 1960년 키이우에서 산업 도시 드니프로페트로우스크로 이주한 유대인 부모 사이에서 태어났다. 그는 1987년에 산업 공학 박사 학위를 받고 우크라이나 국립 야금 아카데미를 졸업했다. 3년 후, 그는 소련의 주요 야금 공장들에 의해 채택된 그의 특허된 혁신에 기초하여 인터파이프 회사를 설립했다.
인터파이프는 이음새 없는 파이프와 철도 바퀴의 주요 생산지이다. 2004년 우크라이나에서 가장 부유한 두 사람인 핀추크와 리나트 아흐메토프는 크리보리즈탈 철강 공장을 약 8억 달러에 인수했다. 핀추크의 장인인 레오니드 쿠치마 당시 대통령은 국가 자산 매각을 허가했는데 경쟁사들은 시장 비율에 한참 못 미친다고 불평했다. 나중에 티모셴코 정부는 이 매각을 번복하고 전국적으로 방송된 리피트 경매를 개최하여 48억 달러의 수익을 올렸다. 핀추크는 2006년 투자자문회사 이스트원을 설립했다. 이 회사의 포트폴리오에는 파이프와 튜브, 철도 차량 바퀴, 특수 강철과 합금, 기계 및 미디어 생산과 같은 산업 자산이 포함된다.
핀추크는 1998년부터 2006년까지 우크라이나 노동당 소속으로 우크라이나 의회 의원이다. 그는 우크라이나가 사업과 정치를 분리해야 할 단계에 이르렀다는 결론에 도달한 후 정치를 떠났다.
핀추크는 피터슨 국제경제연구소, 브루킹스 연구소의 국제자문위원회, HIV/AIDS, 결핵, 말라리아 퇴치를 위한 글로벌 비즈니스 연합의 기업자문위원회의 위원이다. 핀추크는 미하일 스펙터, 이호르 콜로모이스키와 함께 VS 에너지 인터내셔널 우크라이나의 지분을 보유하고 있다.

## 자선 사업
2009년 6월, 핀추크는 키이우의 인디펜던스 스퀘어에서 폴 매카트니 무료 콘서트를 500,000명의 관중 앞에서 개최했다. 2009년 12월 핀추크는 《핀추크 아트센터》의 계획으로 35세 미만의 예술가들을 위한 새로운 10만 달러의 상금을 발표했다. 미래세대 미술상은 2년마다 수여되며 온라인으로 신청하는 젊은 작가라면 누구나 참여할 수 있다. 핀추크가 수집한 작품인 데미안 허스트, 무라카미 다카시, 안드레아스 거스키, 제프 쿤스 등이 본선 진출자와 우승자의 멘토 역할을 하고 있다.
2013년 2월 핀추크는 빌 게이츠와 워렌 버핏이 2010년 설립한 자선 단체 더기빙플레지에 가입하면서 자신의 재산의 절반 이상을 자선 사업을 위해 기부하기로 약속했다.
2022년 6월 핀추크와 그의 아내는 러시아-우크라이나 전쟁에서 우크라이나인들을 위한 보철, 치료, 재활 및 기타 인도주의적 지원이 필요한 우크라이나 군인들과 민간인들을 지원하기 위해 1,000만 파운드 이상을 자선 단체에 기부했다. 이것은 제프 쿤스 조각품의 판매를 통해서였다.

## 사생활

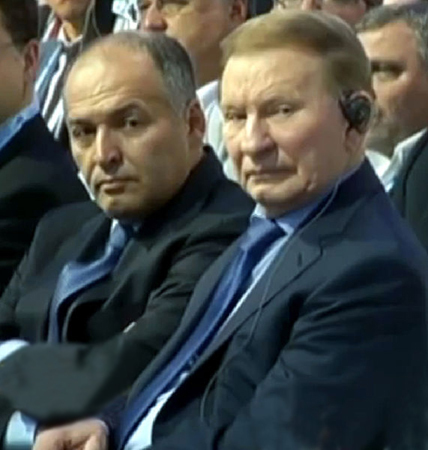
2014년 장인 레오니드 쿠치마와 핀추크

빅토르 핀추크는 우크라이나의 제2대 대통령 레오니드 쿠치마의 딸인 올레나 핀추크와 결혼했다. 올레나 핀추크는 우크라이나의 예방 및 레트로바이러스 보급과 에이즈 치료에 초점을 맞춘 안티아이즈 재단을 운영하고 있다. 그녀와 핀추크는 가수 엘튼 존과 빌 클린턴 미국 전 대통령의 친구로, 그의 65번째 생일 파티는 로스앤젤레스에서 열렸다. 빅토르 핀추크에게는 세 명의 딸과 한 명의 아들 하나의 아들이 있다.
핀추크는 태양의 서커스와 요리사 알랭 뒤카스에서 비행기를 타고 쿠슈벨에서 열린 그의 50번째 생일 파티에 6백만 달러 이상을 썼다.

## 순위
《포브스》는 2016년 그를 14억 4천만 달러의 재산으로 세계에서 가장 부유한 사람들의 목록에서 1,250위로 선정했다. 핀추크는 《타임》에서 "2010년 타임 100 – 세계에서 가장 영향력 있는 사람들" 중 한 명으로 선정되었다. 그는 《아트리뷰》 잡지의 2013년 현대 미술 분야 사람들의 파워 100 순위에서 38위에 올랐다.